# Condenadamente fácil
Condenadamente fácil, conocida también como Una muerte sencilla, es una novela de género negro, escrita por Peter James y publicada en mayo de 2005.
The Times la define como “la mejor novela de suspenso de Peter James”
La historia se desarrolla en Brighton, Inglaterra, y describe la investigación que el detective superintendente Roy Grace lleva a cabo para conocer el paradero de Michael Harrison, que desapareció la noche de su despedida de soltero.

## Argumento
La historia comienza con un grupo que celebra la despedida de soltero de Michael Harrison. Este grupo tiene la intención de cobrar venganza por las bromas que Michael les ha jugado y más específico, las que organizó durante sus respectivas despedidas de soltero 
Con la idea de venganza en mente deciden que enterrarlo por un par de horas es el escarmiento justo, así que lo emborrachan para posteriormente enterrarlo en un ataúd con una revista pornográfica, una botella de whisky, una linterna, un radio transmisor portátil y un tubo que sale a la superficie para permitirle respirar.

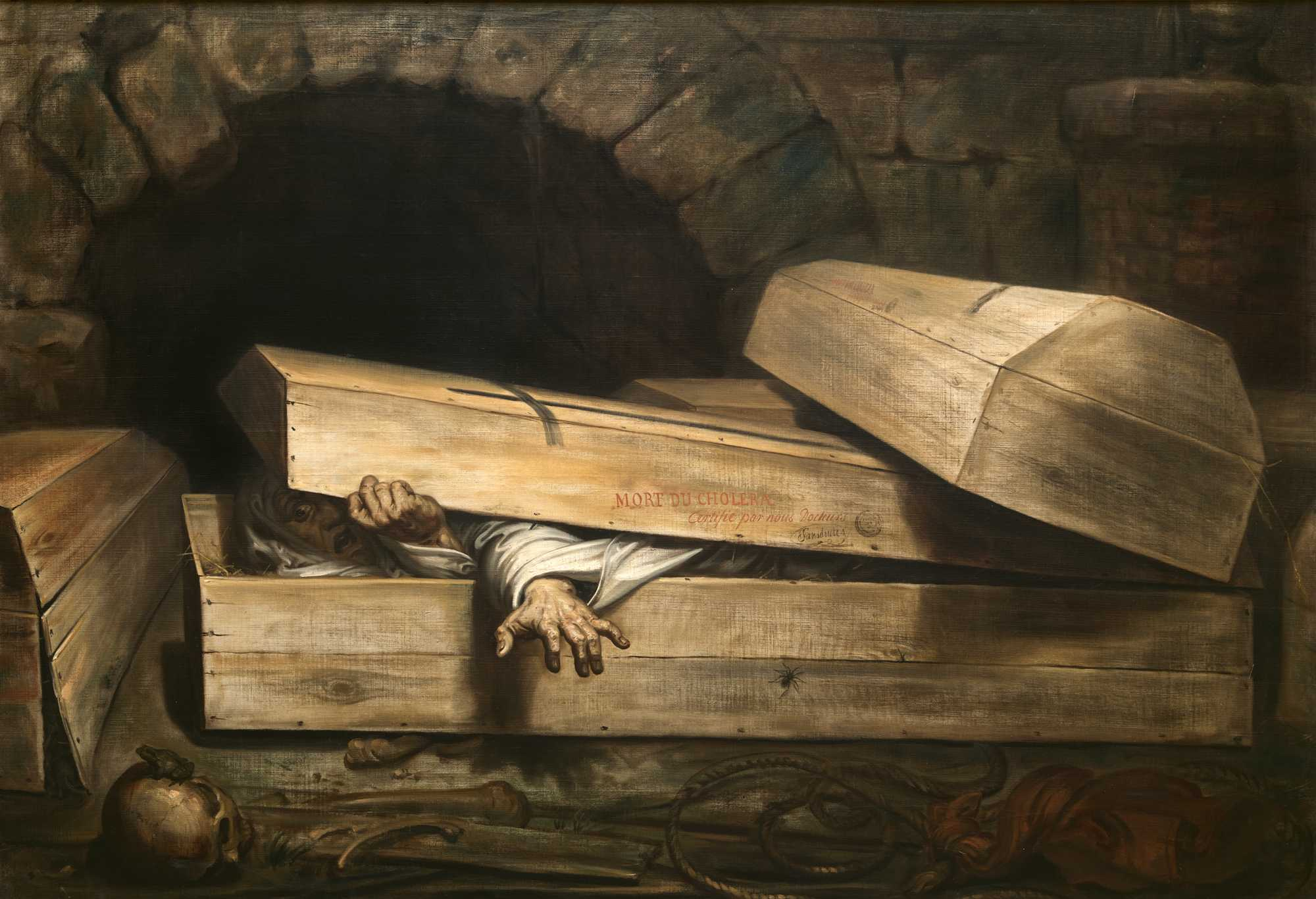
Pintura de Antoine Wiertz de un hombre al que han enterrado vivo.

Todos los amigos de Michael, a excepción de Mark Warren, mueren al verse involucrados en un accidente de tránsito, posteriormente Davey encuentra el radio transmisor que llevaban con ellos y lo conserva. Siendo víctimas del clima, la broma termina convirtiéndose en un asunto de vida o muerte para el enterrado.
Preocupada por el paradero de su futuro marido, Ashley Harper pide la ayuda del detective superintendente Roy Grace, quien decide ayudarla y  dar con el paradero de Michael, sin embargo para lograrlo utiliza métodos que serán cuestionados por todos los personajes que están relacionados con su investigación.

## Personajes
- Roy Grace: Detective superintendente, vive atormentado por la repentina desaparición de su esposa nueve años atrás. Para solucionar los crímenes que le son encomendados se vale de prácticas extrañas como el uso de psíquicos.
- Robet Houlihan: Conductor de la camioneta en que murieron los amigos de Michael.  Trabaja el la agencia funeraria de su tío de donde obtienen el ataúd.

- Josh Walker: Partícipe de la broma gastada a Michael. Muere en el hospital.
- Michael Harrison: Joven empresario de 28 años a punto de casarse,bromista por excelencia,  desaparece misteriosamente la noche de su despedida de soltero.
- Carly Harrison: Hermana menor de Michael.
- Ashley Harper: Futura esposa de Michael
- Luke Gearing: Abogado recién titulado y también recién casado, muere en el choque.
- Peter Waring: Colaborador de la broma gastada a Michael y muerto durante el accidente. Vendedor de autos BMW
- Mark Warren: Hombre de negocios. Colaborador en la broma gastada a Michael, sin embargo debido a problemas del clima no participa en su ejecución
- Davey Wheeler: Sufre de retraso mental, posee gran fuerza y es fan de los programas norteamericanos por lo que se viste y habla como ellos. Es quien encuentra el radio transmisor luego del choque
- Phil Wheeler: Padre d Davey, crio solo a su hijo luego de que su esposa lo abandonara. Ávido bebedor.
- Zoe: Esposa de Josh.
- Sandy: esposa desaparecida del detective grace
- Glenn Branson: Detective. Mejor amigo del detective Grace, coopera con él para resolver el caso.
- Harry Frame: Psíquico, ayuda al detective Grace a resolver el caso.

## Autor
Peter James es un escritor del género criminal nacido en Brighton, Inglaterra el 22 de agosto de 1948. Estudió en la Charterhouse School y posteriormente en la Ravensbourne Film School. Desde que salió de la universidad se ha dedicado a desempeñarse como productor y guionista de cine, un ejemplo de su trabajo como productor es El mercader de Venecia, película protagonizada por Al Pacino
En sus obras como escritor abundan temas paranormales, científicos y médicos. Ha sido muy premiado tanto por su labor cinematográfica como literaria, siendo traducido a numerosos idiomas.
Entre algunos de los premios que ha recibido a lo largo de su carrera podemos mencionar  el premio internacional Prix Polar que obtuvo en 2006 por “Comme une tombe”, traducción al francés de Condenadamente fácil.

## Cine
Se anunció una adaptación al cine por parte de Shaun McKenna, la cual será dirigida por Ian Talbot.
Entre las personalidades que darán vida a estos personajes se puede encontrar a:
- Tina Hobley como Ashley Harper.
- Jamie Lomas como Michael Harrison.
- Gray O'Brien como el detective Roy Grace.
- Rick Makarem como Mark Warren.

Se espera que la película sea estrenada en enero del 2015.